# Időgép

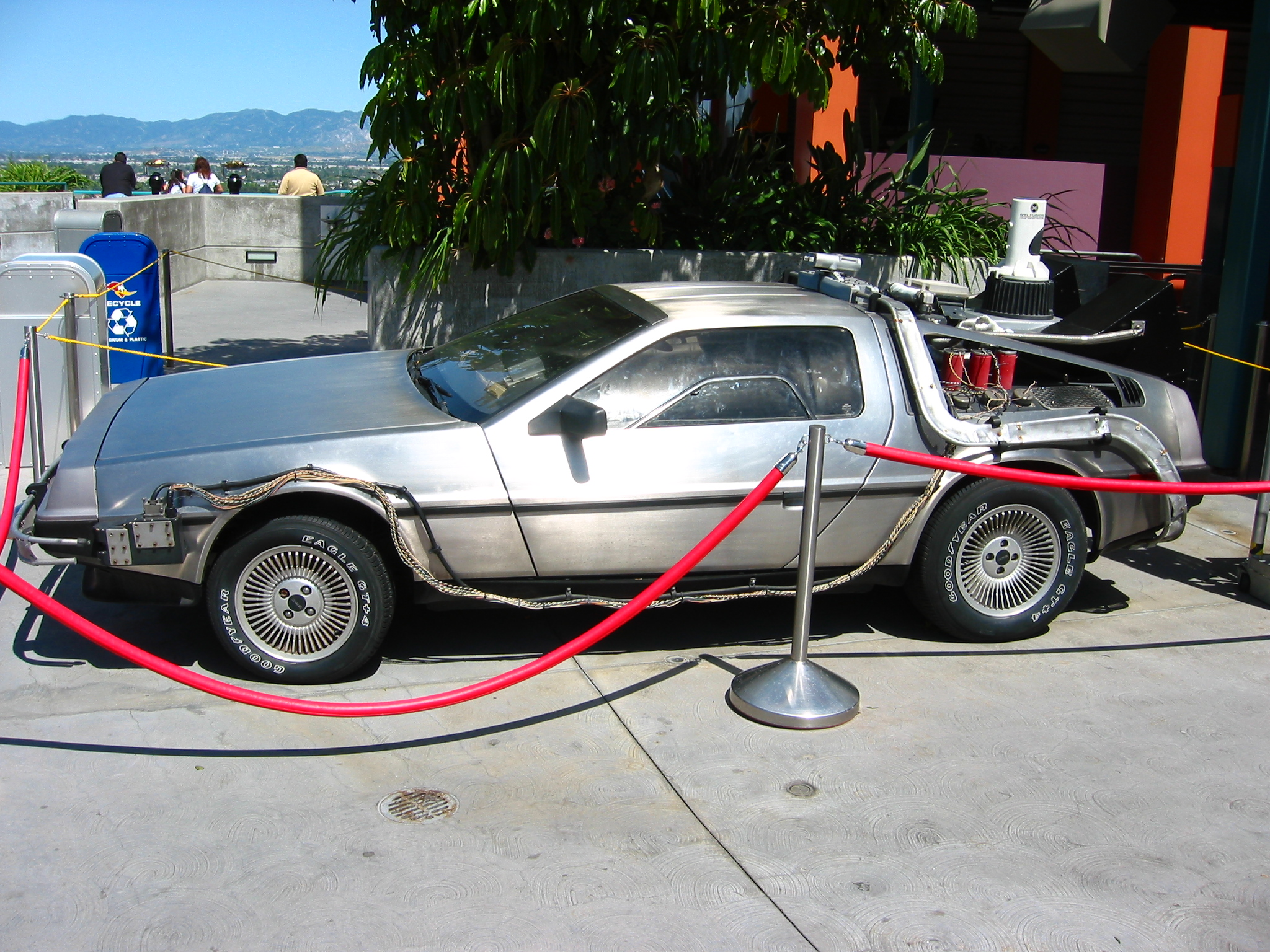
A Vissza a jövőbe filmtrilógia időgépe

Az időgép egy olyan kitalált gépezet, amely tárgyak, állatok vagy emberek számára lehetővé teszi az időutazást.

## Története
Az időutazás régóta nagyon népszerű téma mind az irodalomban, mind a filmművészetben. Az első utalás időutazásra a Memoirs of the Twentieth Century című műben volt 1700-ban.
Az első film, mely a témában készült, Az időgép című.
A téma napjainkban is népszerű, rengeteg filmben, filmsorozatban, könyvben tűnik fel. Leggyakrabban a jövőt mutatja be. Az időutazás egy lehetőség arra, hogy az író egy jövőbeli világot bemutathasson egy ma élő ember szemén át.
A hibernáció és a közel fénysebességgel történő utazás is felfogható egyfajta "időutazásnak". Ilyen utazás szerepel Arthur C. Clarke 3001. Végső űrodisszeia című regényében, ahol 3001-ben egy 2001-ben megfagyott űrhajóst megtalálnak és felélesztenek, vagy a Futurama című sorozatban, ahol a főszereplő lefagyasztva tölt el 1000 évet.

## Tudományos elméletek
A tudósok állítása szerint, bár csak atomi méretekben, elméletileg lehetséges az időutazás.
Az utolsó pár évtized fejleménye a tudósok körében az időutazás lehetőségének elemzése. A tudósok nem foglalkoznak (legalábbis még nem) időgépek kifejlesztésével laboratóriumaikban, de Einstein általános relativitáselméletének egyenleteit tanulmányozva arra a megállapításra jutottak, hogy semmilyen fizikai törvény nem sérti meg az időutazás lehetőségét.

## Időgépek a filmekben
- Az időgép
- Vissza a jövőbe trilógia
- Terminátor – A halálosztó
- Időzsaru
- 12 majom
- Deja Vu
- TARDIS